# Paklarske stijene
Paklarske stijene su strme litice na Vlašiću (Galici), Bosna i Hercegovina.
Nalaze se sjeverozapadno od Travnika odnosno sjeverno od Paklareva, naselja u podnožju Vlašića kojemu stijene duguju ime. Najviši vrh Paklarskih stijena nalazi se na 1768 metara nadmorske visine. Na istočnoj strani nalazi se pećina Ledenica.
U padine Vlašića i Paklarskih stijena usječena je regionalna cesta R413a Travnik - Babanovac - Vitovlje. Na 1509 metara nalazi se istoimeni planinarski dom na Galici.
Godine 2021. na Paklarskim je stijenama otvorena ferata (via ferrata) s početkom na 1550 metara, a kojom se savladava 200 metara visinske razlike.